# Élise Lucet
Pour les articles homonymes, voir Lucet.
Élise Lucet, née le 30 mai 1963 à Rouen (Seine-Maritime), est une journaliste d'investigation, rédactrice en chef, présentatrice de télévision et productrice française.
Après une vingtaine d'années passées à France 3, dont une partie en tant que présentatrice du 19/20, elle présente ensuite pendant onze ans le Journal de 13 heures de France 2 du lundi au vendredi, ce jusqu'au 29 avril 2016.
Spécialisée dans le journalisme d'investigation, elle produit et présente Pièces à conviction de 2000 à 2011, le magazine Cash investigation à partir de 2012 et le magazine Envoyé spécial depuis 2016 sur France 2.

## Biographie

### Enfance et jeunesse
Élise Lucet est la fille de Michel Lucet, enseignant et artiste plus connu sous le nom d'Eusèbe, (1934-2022), et d'une directrice d'école. Outre sa carrière d'enseignant, son père a enregistré trois disques avec Pierre Nicolas, sous le pseudonyme du chanteur poète Eusèbe. Elle a une sœur, Sophie Lucet, auteure du roman Poussin de haie qui retrace l'histoire de sa famille sur quatre générations du côté maternel. Elle grandit à Caen, dans le Calvados où son père travaille dans un lycée agricole. À l'âge de 14 ans, elle exprime à sa mère le désir de devenir journaliste en voyant Christine Ockrent à la télévision.
Titulaire d'un baccalauréat scientifique,, elle suit brièvement les cours de l'université de Caen. Elle part à Calgary au Canada, comme jeune fille au pair. Elle y découvre la radio d'étudiants de ses amis et y fait des interventions. De retour en France, le hasard lui permet de faire un stage à Radio France Caen.

### Carrière à la télévision

#### Débuts
De 1983 à 1986, Élise Lucet travaille pour FR3 Caen, sous la direction d'Henri Sannier. Elle passe ensuite chez Sygma TV puis France Inter jusqu'en 1987. De 1987 à 1988, elle collabore à l'émission La Marche du siècle de Jean-Marie Cavada sur Antenne 2.
En 1988, elle intègre la rédaction nationale de FR3 où elle présente parfois des flashes d’information et le journal 19/20.

#### Présentatrice du19/20sur FR3/France 3 (1990-2005)
À partir du 12 mars 1990, elle présente le 19/20, le journal d'information de fin de journée sur FR3, en duo avec Paul Amar jusqu'en 1992 et Marc Autheman de 1992 à 1994 puis en solo jusqu'en 2005. En 1997, elle devient rédactrice en chef de cette édition.
Parallèlement, elle présente plusieurs émissions, toujours sur France 3. De 1994 à 2000, elle est rédactrice en chef et présentatrice d'une émission scientifique, Nimbus, devenue Science 3 en 1995 puis Les Aventuriers de la science en 1999. Elle présente également des reportages ponctuels, à l'instar de Viols d'enfants : la fin du silence ?, sur le sujet des réseaux pédocriminels sataniques, dont le débat en fin d'émission provoque des remous.

#### Présentatrice dePièces à conviction(2000-2011)
À partir d’octobre 2000, elle produit et présente Pièces à conviction, un magazine d'investigation diffusé en seconde partie de soirée. C'est à ce titre notamment qu'elle présente le reportage Uranium, le scandale de la France contaminée, diffusé en février 2009. Elle dirige le magazine jusqu’en 2011 et la création de Cash investigation, car selon elle « les citoyens ont vraiment soif d’information fouillée », l’affaire Jérôme Cahuzac, révélée par Médiapart, apportant en plus ensuite « un déclic dans l’opinion publique ».
En 2002, dans le cadre de l'élection présidentielle, elle coprésente, avec Christine Ockrent et Jérôme Cathala, Quand je serai président, une série de trois émissions diffusées en première partie de soirée.

#### Présentatrice du journal de 13 heures sur France 2 (2005-2016)
En août 2005, elle quitte le 19/20 pour présenter du lundi au vendredi le Journal de 13 heures sur France 2, dès le 5 septembre 2005. Entre décembre 2006 et avril 2007, elle prend un congé de maternité : Françoise Laborde la remplace.
Parallèlement, elle présente plusieurs émissions sur France Télévisions. Jusqu'en juin 2011, elle poursuit la présentation de Pièces à conviction sur France 3, avant que le groupe France Télévisions ne souhaite que chaque visage soit clairement associé à une seule de ses chaînes. Patricia Loison la remplace en septembre 2011.
Elle présente les soirées électorales sur France 2 aux côtés de David Pujadas en 2007, 2008, 2010 et 2012. En juin 2008, elle présente une émission spéciale consacrée aux personnes âgées, À nos 100 ans !, diffusée en première partie de soirée sur France 2.
Après onze ans au journal de 13 heures, Élise Lucet présente son dernier journal télévisé le vendredi 29 avril 2016. Elle reprend l'antenne en septembre 2016, avec Les Jeudis de l'info. Elle doit réformer les magazines Envoyé spécial et Complément d'enquête pour faire une soirée thématique cohérente[pas clair] tout en continuant Cash investigation. Après elle, le journal de 13 heures est présenté par Nathanaël de Rincquesen et Marie-Sophie Lacarrau jusqu'à la fin de la saison. Cette dernière reprend ensuite le journal de 13 heures pour la saison 2016 - 2017.

#### Présentatrice deCash investigation(depuis 2012)
À partir d'avril 2012, elle anime un magazine d'enquête sur des sujets de société ou d'économie, d’une durée de 60 à 70 minutes, intitulé Cash Investigation. Le magazine est initialement diffusé en deuxième partie de soirée sur France 2,. Depuis la rentrée 2014, l'émission est retransmise en première partie de soirée, à 20 h 50 sur France 2.
Le succès et la popularité de l'émission vont grandissant[réf. nécessaire] : elle fait la une du magazine Télé 7 jours (première édition de novembre 2014).

#### Présentatrice d’Envoyé spécial(depuis 2016)
Elle est chargée de présenter le magazine Envoyé spécial à partir de 2016. Sa rémunération est estimée à 25 000 euros par mois. Élise Lucet confirme que cette tranche de rémunération est exacte mais variable selon les mois. Elle regrette néanmoins la divulgation de son salaire à son insu mais déclare que « cela fait partie du job ».
Fin 2019, l'institut de sondage IFOP révèle qu'Élise Lucet est considérée en France comme la journaliste la plus influente en 2019 parmi les autres femmes journalistes. Elle devance Anne-Claire Coudray et Laurence Ferrari,.
En novembre 2021, le numéro d'Envoyé spécial consacré aux témoignages de victimes de Nicolas Hulot bat des records d'audience.
En février 2023, à quelques semaines de la date commémorative de la guerre en Ukraine, le 24 février, la journaliste se rend en Ukraine, proche du front et à Kiev notamment avec l'équipe d'Envoyé Spécial pour connaître les réactions du peuple ukrainien, déterminé, en cette période de guerre,.

### Vie privée
Élise Lucet partage la vie de Jean-Marie Cavada pendant une dizaine d'années,. En juillet 2006, elle épouse Martin Bourgeois, antiquaire de profession. Ils ont une fille née en février 2007. Son mari meurt en mars 2011 d'une leucémie, à l'âge de 42 ans.

## Engagements
De 1996 à 1997, elle préside le Press club de France.

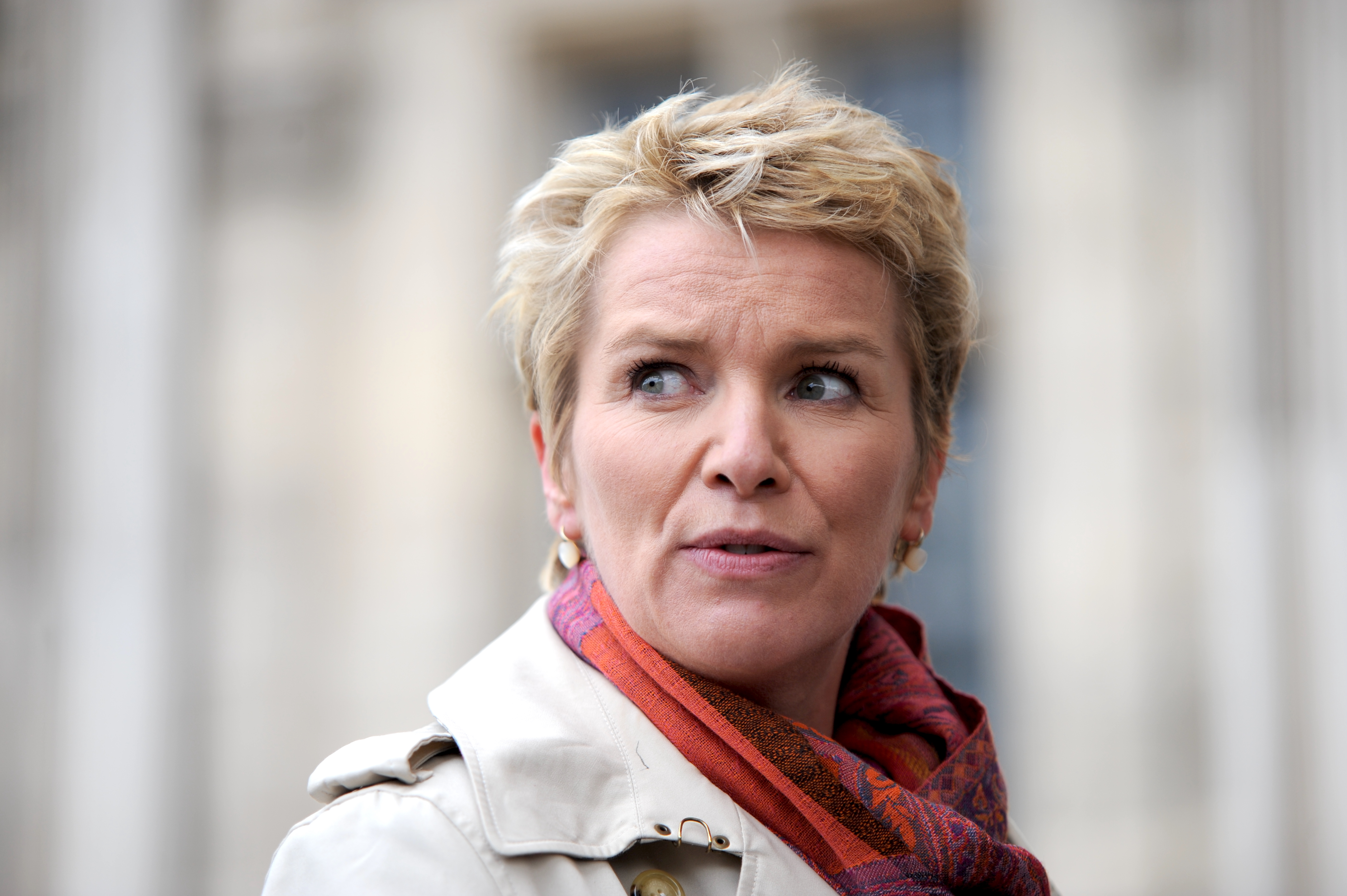
Élise Lucet, le 08 avril 2010 à Paris lors d'une manifestation de soutien à Hervé Ghesquière et Stéphane Taponier.

De décembre 2009 à juin 2011, elle soutient durant toute leur captivité Hervé Ghesquière et Stéphane Taponier. Au moment de leur enlèvement, les deux journalistes préparaient un reportage en Afghanistan pour l'émission Pièces à conviction, qu'elle présentait alors.
En juin 2015, elle lance une pétition en ligne pour s'opposer à un projet de directive européenne qui viendrait protéger le secret des affaires et qui, selon elle, pourrait fortement remettre en question la possibilité de mener des enquêtes journalistiques sur les pratiques des entreprises. La pétition qu'elle lance au niveau français et européen reçoit un fort écho avec (en février 2016) plus de 500 000 signatures,. Malgré cela, les membres de la commission des affaires juridiques (JURI) ont adopté cette directive le 16 juin 2015,. La directive a été adoptée par le Parlement européen le 14 avril 2016 et devra être transposée dans un délai de deux ans par les États membres dans leur droit interne.
Le 21 mars 2017, après l'enquête sur la pédophilie dans l'Église catholique, Élise Lucet interpelle le pape François lors d'une audience générale place Saint-Pierre à Rome : « Dans le cas Grassi, avez-vous tenté d'influencer la justice argentine ? », lui demande la journaliste. Le pontife, manifestement surpris, répond : « Pas du tout ».
Le 19 décembre 2018, plus de 70 célébrités se mobilisent à l'appel de l'association Urgence Homophobie. Élise Lucet est l'une d'elles et apparaît dans le clip de la chanson De l'amour,,.

## Poursuites judiciaires
En 2018, Élise Lucet déclare que chaque émission de Cash investigation suscite une ou deux procédures judiciaires. Élise Lucet est souvent mise en examen avec le journaliste-réalisateur qui a fait le film, mais aussi avec Delphine Ernotte, en tant que directrice de la publication de France Télévisions.

## Distinctions et décorations
- Chevalière de la Légion d'honneur (2007[57], remise en 2008[58])
- Laurier du magazine télé, Club audiovisuel de Paris, pour Cash investigation (2014[59])
- Grand prix de la Presse internationale (télévision), pour « l’ensemble de sa carrière dans l’information internationale et pour l’excellence et le courage dans le traitement des sujets internationaux dans l’émission Cash investigation »[60]
- Prix d'éthique, association d'anti-corruption Anticor (2015[61])

## Controverses

### Avec Emmanuelle Ducros
En janvier 2019, un reportage sur le glyphosate est signalé plus de 500 fois au CSA en raison de son traitement jugé non scientifique, critiqué notamment par la journaliste de L'Opinion Emmanuelle Ducros, conduisant France Télévisions à publier un communiqué de presse.
En juin 2019, une polémique oppose Élise Lucet et plusieurs journalistes (Stéphane Foucart du Monde, Karl Laske de Mediapart et la rubrique Checknews de Libération) à Emmanuelle Ducros à la suite d'un article de vérification des faits de Libération qui allègue qu'Emmanuelle Ducros aurait fait des « ménages » (terme qui désigne des prestations payées hors journalisme) avec des lobbies de l'industrie agroalimentaire,,.

### Avec Nicolas Hulot
Dans le cadre de l'affaire Hulot, la diffusion de témoignages de victimes amène Nicolas Hulot à dénoncer ce qu'il appelle un « tribunal médiatique ». Élise Lucet répond que c'est « au service public d’enquêter sur ces affaires » : recueil de témoignages, vérification, recoupement, proposition d'interview à Nicolas Hulot, approché depuis 17 jours (mais ce dernier exigeait qu'on lui communique l’identité exacte de ses accusatrices), en mettant en œuvre la rigueur qui a fait sa popularité et celle de ses enquêtes télévisées.

### Enquête du magasine Frontières
En juin 2025, le média en ligne d'extrême droite Frontières Média publie une enquête intitulée « Élise Lucet : contre-enquête sur la journaliste star du service public », qui critique les méthodes journalistiques d'Élise Lucet, notamment dans ses émissions Cash Investigation et Envoyé Spécial. L'article reproche à la journaliste un style jugé sensationnaliste, accusant ses reportages de privilégier l'effet dramatique au détriment de la nuance, et de recourir à des montages sélectifs pour renforcer les accusations portées. Il met également en cause son indépendance, suggérant des liens avec des intérêts politiques ou idéologiques, et questionne la légitimité de son salaire, estimé à environ 25 000 euros par mois, pour une figure du service public. Ces critiques s'inscrivent dans un débat plus large sur les pratiques du journalisme d'investigation télévisuel.